# Gisela Vega
Gisela Verónica Vega (Gualeguaychú, Argentina, 14 de marzo de 1982) es una baloncestista profesional argentina que se desempeña en la posición de pívot. Es considerada como una de las jugadoras "históricas" de la Selección femenina de básquetbol de Argentina tras disputar dos mundiales FIBA y quince certámenes con el equipo nacional.

## Historia
Comenzó a jugar baloncesto en el club Racing de Gualeguaychú a los 13 años, logrando al año siguiente ya formar parte de los seleccionados juveniles nacionales. Tras finalizar el colegio secundario, en 2001 emigró al baloncesto español, para disputar con el Orense la temporada 2001-02 de la Liga Femenina de Baloncesto de España. En esa primera temporada consiguió el premio a la jugadora más destacada (MVP). Luego del Orense seguiría el Cortegada en Liga 1 y distintos equipos de Liga 2.
En el 2007 logró una marca histórica al llegar a 62 puntos de valoración, producto de 42 puntos convertidos y 21 rebotes recuperados, en un encuentro de la Liga Femenina 2. Ese mismo año consiguió la doble nacionalidad española, por lo que no volvió a ocupar plaza de extranjera en la Liga Femenina española (pero si en Euroliga o Eurocup al haber sido internacional por su país natal). En 2007 también disputó dos torneos con el Tarbes Gespe Bigorre francés, lo que según la jugadora le permitió dar un «salto de calidad» para al volver a España unos años más tarde, ya desarrollar su carrera exclusivamente en Liga 1. En 2008, ya siendo considerada su «máxima figura» no formó parte del equipo nacional que disputó el preolímpico de Pekín 2008 por desacuerdos con la Confederación Argentina de Básquetbol.
Gisela fue contratada en el 2013 por el Mann-Filter Zaragoza, donde culminó la temporada con 14 puntos, 7,8 rebotes y un total de 19 de valoración de promedio. Se incorporó al equipo tras disputar el Premundial de Xalapa 2013, donde obtuvo el quinto puesto. Tras esto partió a Ecuador, donde se consagró campeona de Liga con el Santa María.
En el 2014 sufrió una lesión ligamentos en la rodilla.

Fue la primera lesión importante de mi carrera y llegó en un momento bastante inesperado, más allá que estas cosas no se esperan, pero tenía un desafío muy importante, ya había fichado en un equipo que habían confiado en mí desde muy temprano en la temporada y yo estaba muy contenta por eso. Todo lo que hacía con la Selección, los entrenamientos eran como para estar a la altura siempre.
Gisela Vega.

Tras la lesión participó en los Juegos Panamericanos de Toronto 2015, donde la selección finalizó en el quinto lugar, con Vega aportando un promedio de 11 puntos y 5,2 rebotes. El 20 de junio de 2015 retornó a las canchas vistiendo la camiseta de Unión Florida en las semifinales de la SuperLiga Femenina Argentina. Ese mismo año también logró la medalla de bronce en el Campeonato FIBA Américas Femenino junto a la selección argentina.
En 2017 tuvo un segundo paso por el baloncesto africano, jugando nuevamente para el Ferroviário de Maputo (Mozambique). En 2018, jugando para Quimsa de Santiago del Estero, logró el título del primer torneo de esa temporada. En 2022 fichó por Juventud Unida de Gualeguaychú, con el que disputó el Torneo Pre-Federal, logrando llegar a la final, en donde sumó 8 puntos y 7 rebotes tras 22 minutos en cancha.

## Vida personal
Es hermana del también baloncestista Sebastián Vega. En 2019 dio a luz a su primer hijo, Bautista, suspendiendo su actuación profesional.

## Trayectoria
- Pabellón Ourense, LFB: 2001-02.
- Extrugasa, LFB: 2002-03
- Universidad de Córdoba, LFB 2: 2003-04
- Canoe, LFB 2: 2004-05
- Olis Sóller, LFB: 2005-06 y 2009-10
- Tarbes Gespe Bigorre, LFB : 2007-08
- Girona, LFB: 2010-11 y 2011-12
- Mann-Filter Zaragoza, LFB: 2012-13
- Unión Florida, SuperLiga Femenina: 2015
- Gernika Bizkaia, LFB: 2015-16
- IDK Gipuzkoa,[20] LFB: 2016-17
- Lacturale Araski,[21] LFB: 2016-17
- Quimsa,[22] LFB: 2017
- Quesos el Pastor,[23] LFB: 2017-18
- Quimsa, LFB: desde 2018

## Palmarés

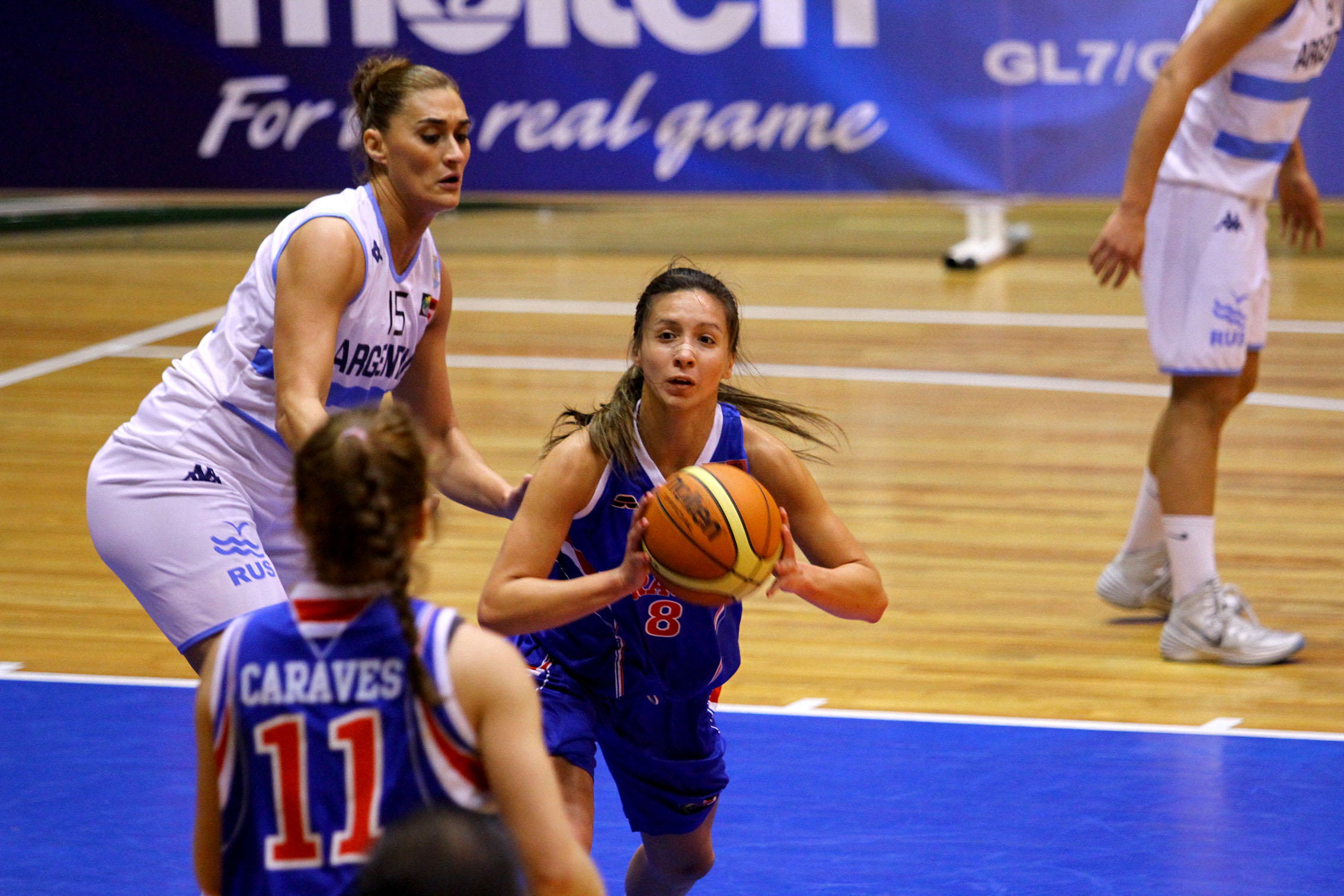
Gisela Vega (izquierda) en el Sudamericano 2014.

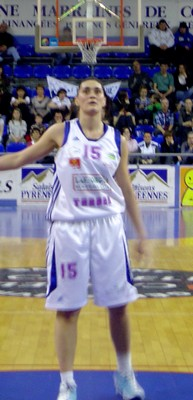
Gisela Vega, con el equipo Tarbes GB, 2008

### Clubes
Logros nacionales
- Campeonato provincial entrerriano.
  - Subcampeona 1998

- Campeonato regional
  - Campeona Torneos Apertura y Clausura 1998.
  - Campeona Torneos Apertura y Clausura 1997.

- SuperLiga Femenina
  - Campeona de la SuperLiga Femenina 2015 con Unión Florida.
- Liga Femenina de Básquetbol
  - Campeona del primer torneo de la Liga Femenina de 2018 con Quimsa.

### Selección
Participaciones
- Sudamericano Vitoria, Brasil en 1999.
- Torneo FIBA Américas en La Habana, Cuba 1999.
- Torneo FIBA Américas São Paulo, Brasil 2001.
- Mundial de China 2002.
- Torneo FIBA Américas en Hato Mayor 2005.
- Sudamericano en Paraguay 2006.
- 9.º puesto Mundial de Brasil 2006.
- Sudamericano en Loja 2008.
- Torneo FIBA Américas en Mato Grosso 2009.
- Sudamericano en Santiago de Chile 2010.
- Torneo FIBA Américas en Neiva 2011.
- Sudamericano en Mendoza 2013.
- Torneo FIBA Américas en Xalapa 2013.
- Sudamericano en Ambato 2014.
- Juegos Pan Americanos en Toronto 2015.
- Torneo FIBA Américas en Edmonton 2015.
- Sudamericano en Barquisimeto 2016.
- Torneo Preolímpico Femenino FIBA 2016.

### Individuales
- MVP Liga Femenina 2 en el 2002.[3]
- MVP Liga Femenina 2 en el 2005.[3]
- Quinteto ideal Liga Femenina 2 en el 2005
- Récord histórico Liga Femenina 2 al obtener 62 Valoración en el 2007.
- MVP Liga Femenina 2 en el 2007.[3]